# Budila (gmina)
Budila – gmina w Rumunii, w okręgu Braszów. Obejmuje tylko jedną miejscowość Budila. W 2011 roku liczyła 4197 
mieszkańców. 